# Elías Alderete
Elías Patricio Alderete (30 de julio de 1995, San Miguel, Buenos Aires, Argentina) es un futbolista argentino. Se desempeña en la posición de delantero en Estudiantes de Mérida de la Primera División de Venezuela .

## Clubes
| Club                              | País      | Año              |
| --------------------------------- | --------- | ---------------- |
| Chacarita Juniors                 | Argentina | 2014 - 2020      |
| Aurora                            | Bolivia   | 2021             |
| Estudiantes (BA)                  | Argentina | 2022             |
| Almagro                           | Argentina | 2023             |
| Estudiantes de Mérida Fútbol Club | Venezuela | 2024             |
| Monagas Sport Club                | Venezuela | 2025             |
| Estudiantes de Mérida Fútbol Club | Venezuela | 2025- Actualidad |

## Palmarés
| Título                                  | Club              | País      | Año     |
| --------------------------------------- | ----------------- | --------- | ------- |
| Ascenso a Primera División de Argentina | Chacarita Juniors | Argentina | 2016/17 |